# James Caulfeild, III conde de Charlemont
James Caulfeild, III conde de Charlemont (6 de octubre de 1820 - 12 de enero de 1892) fue un político y par irlandés.
Fue hijo del Hon. Henry Caulfeild, hijo menor de James Caulfeild, I conde de Charlemont, y Elizabeth Margaret Browne. Charlemont fue educado en el Trinity College, Cambridge. Se desempeñó como Sheriff Principal de Armagh en 1842 y ocupó el cargo de Miembro del Parlamento (MP) Whig por el Condado de Armagh entre 1847 y 1857. Fue Lord Teniente del Condado de Armagh entre 1849 y 1864.
Sucedió al título de III conde de Charlemont, entre otros títulos nobiliarios, el 26 de diciembre de 1863 a la muerte de su tío Francis. Fue Lord Teniente del Condado de Tyrone entre 1864 y 1892 y fue nombrado Caballero de San Patricio el 28 de diciembre de 1865.
El Lord Charlemont se casó en dos ocasiones:
- Con Hon. Elizabeth Jane Somerville, hija de William Meredyth Somerville, I barón Meredyth, y Lady Maria Harriet Conyngham, el 18 de diciembre de 1856.
- Con Anna Lucy Lambart, hija del Reverendo Charles James Lambart y Marian Smith, el 10 de mayo de 1883 en el Consulado Británico en Pau, Francia.

No tuvo descendencia y el título se extinguió con él. Poseía casi 27,000 acres, principalmente en Armagh y Tryone.
Falleció en Biarritz, Francia, y fue enterrado en la Catedral de San Patricio, Armagh.